# 五所川原市立三輪小学校
五所川原市立三輪小学校（ごしょがわらしりつ みつわしょうがっこう）は、青森県五所川原市大字七ッ館にある公立小学校。

## 概要
- 本校は、七ッ館・梅泉の両小学校の児童数減少と校舎老朽化及び栄小学校の児童数増加により、七ッ館・梅泉両小学校の学区と栄小学校の一部学区が統合・編入され、設立された学校である。主な進学先は、五所川原第三中学校。
- 一時期、「あはあは生活」と称し児童に対して規律のある生活習慣を求めた(「あ」は挨拶、「は」は早寝早起き朝ご飯、「あ」は安全、「は」はハートフルを意味する)。
- 開校当初より、児童相互が敬意を持って接することを目的として、「さん付け」で呼び合うことにしている。ただし、平成終盤頃にはこのさん付け文化は消失してしまっている。

## 沿革
- 2001年（平成13年）
  - 4月1日 - 開校。
  - 4月7日 - 開校式挙行。校歌も制定。

## 学区
- 広田字榊森、広田字下り松、広田字足代、稲実字稲葉の一部、七ツ館、浅井、梅田、中泉。

## アクセス
- 五所川原駅から、
  - 弘南バス青森線で、「梅田北口」バス停下車後、
    - 五所川原営業所・五所川原駅方面行のりばから、徒歩約210m・約4分。
    - 大釈迦・新青森駅・青森営業所方面行のりばから、徒歩約155m・約3分。

  - 車で、約4.9km・約8分。
- 津軽自動車道五所川原東ICから国道101号経由で、約2.4km・約5分。

## 周辺
- 国道101号
- 青森県道38号五所川原黒石線
- 十川

## 参考資料
- 東奥日報2001年4月8日付け朝刊17面『みんなで新たな一歩 4小学校が統合スタート』記事。